# Гірськолижний курорт

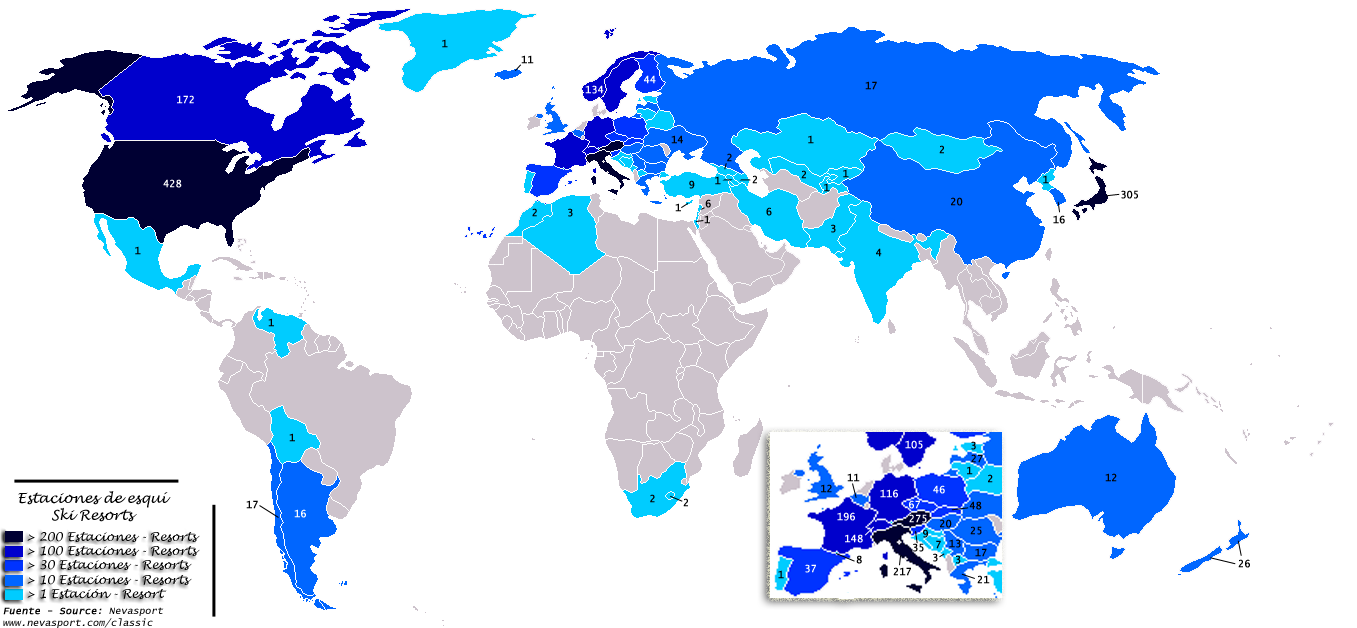
Гірськолижні курорти в країнах світу

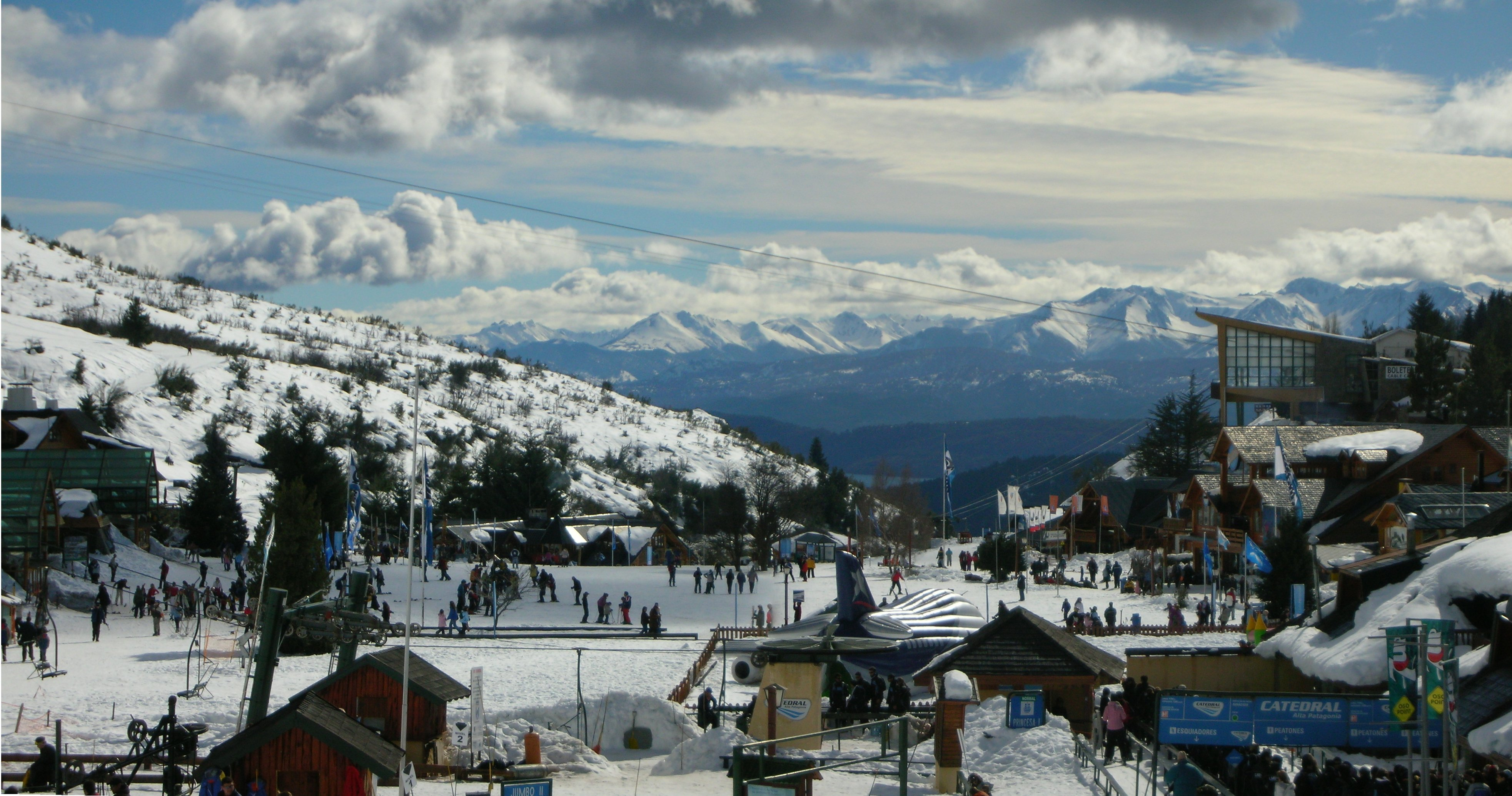
Сан-Карлос-де-Барілоче, Аргентина

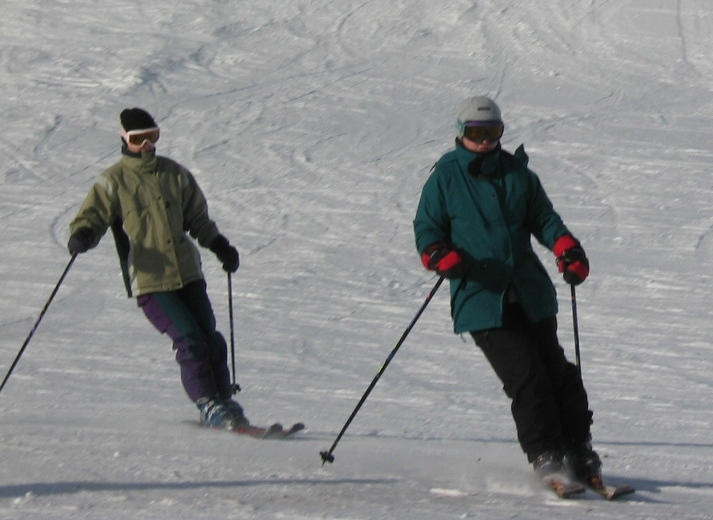
На гірськолижному курорті

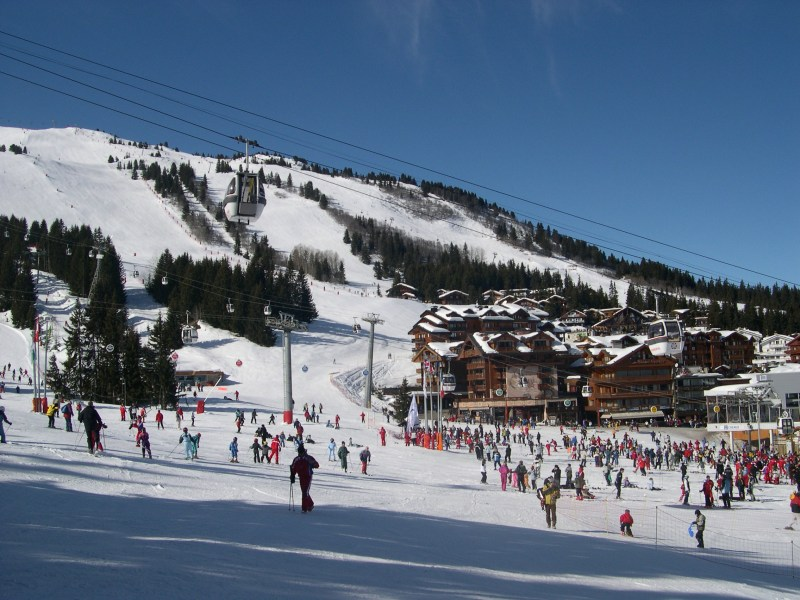
Куршевель, Франція

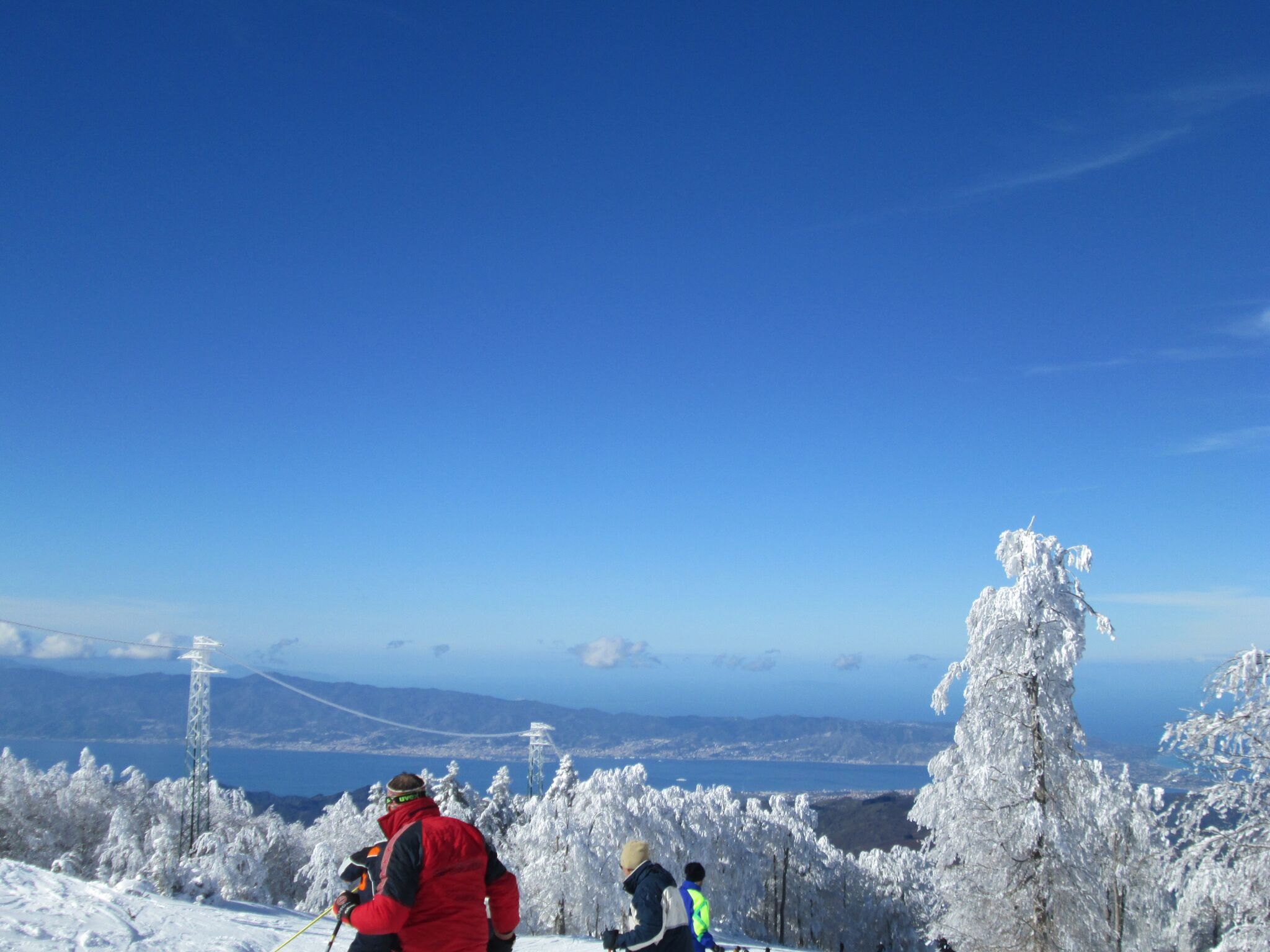
Санто-Стефано-ін-Аспромонте, південна Італія

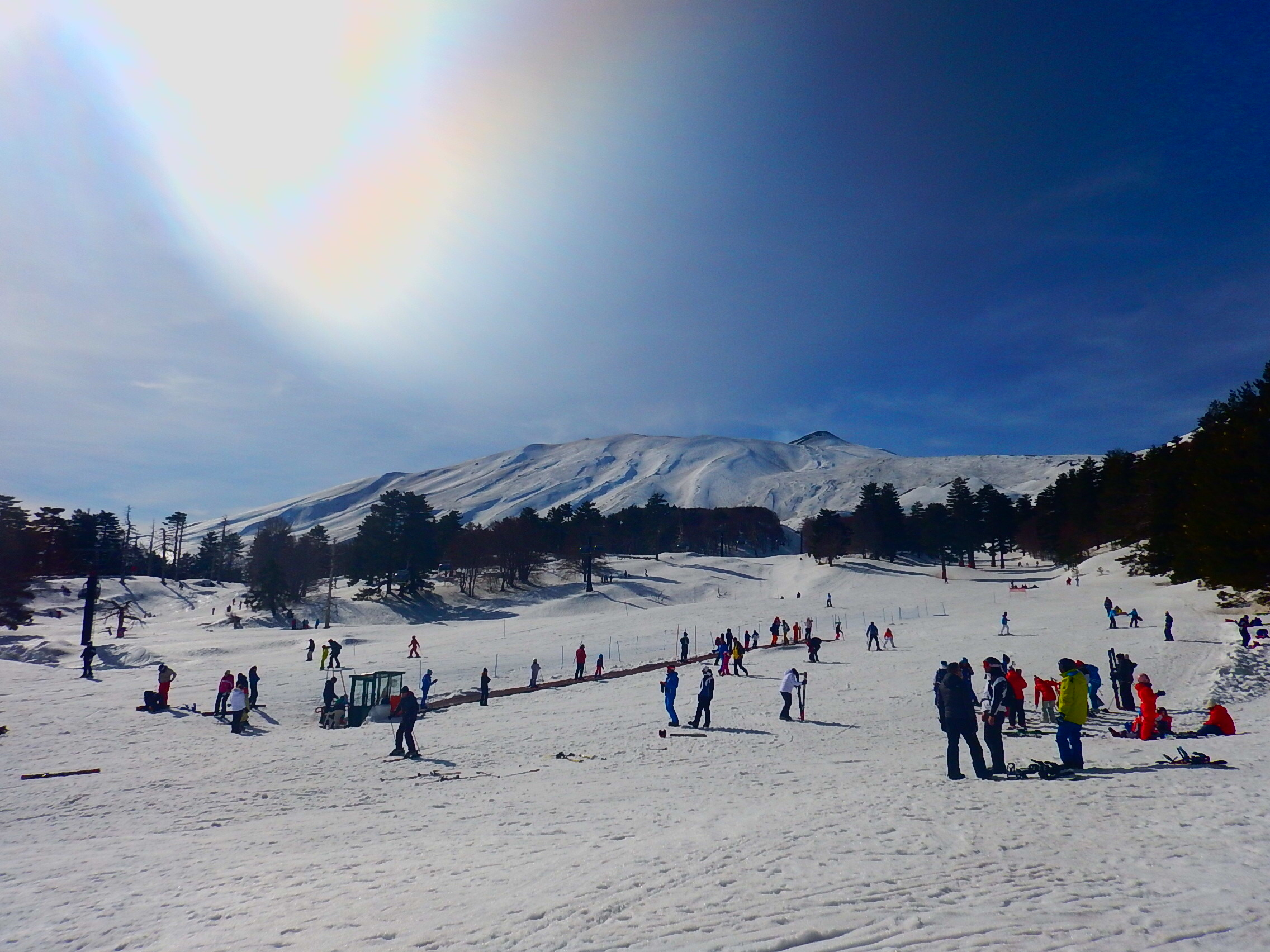
Этна, Сицилія

Гірськоли́жний куро́рт — місце відпочинку та розваг з розвиненою інфраструктурою. Зазвичай розташовується на горі або великому горбі і має у своєму складі гірськолижні траси та супутні послуги. Як правило, присутні гірськолижні підйомники, пункти прокату інвентарю, заклади харчування, паркінг.

## Гірськолижні курорти України
- Бескид
- Буковель
- Драгобрат
- Славське
- Водяники
- Савич-парк (м. Тернопіль)
- Протасів яр (Київ)
- Голосієве (Київ)
- Вишків (курорт)
- Ільці (курорт)
- Синьогора
- Тюдів (курорт)
- Шешори (курорт)
- Яблуниця (курорт)